# Liste der Biografien/Dorp
Liste der Biografien |
Portal Biografien |
Personensuche
# |
A |
B |
C |
D |
E |
F |
G |
H |
I |
J |
K |
L |
M |
N |
O |
P |
Q |
R |
S |
T |
U |
V |
W |
X |
Y |
Z |
?
 
Da |
Db |
Dc |
Dd |
De |
Dg |
Dh |
Di |
Dj |
Dk |
Dl |
Dm |
Dn |
Do |
Dq |
Dr |
Ds |
Du |
Dv |
Dw |
Dy |
Dz
 
Doa |
Dob |
Doc |
Dod |
Doe |
Dof |
Dog |
Doh |
Doi |
Doj |
Dok |
Dol |
Dom |
Don |
Doo |
Dop |
Doq |
Dor |
Dos |
Dot |
Dou |
Dov |
Dow |
Dox |
Doy |
Doz
 
Dora |
Dorb |
Dorc |
Dord |
Dore |
Dorf |
Dorg |
Dorh |
Dori |
Dorj |
Dork |
Dorl |
Dorm |
Dorn |
Doro |
Dorp |
Dorr |
Dors |
Dort |
Doru |
Dorv |
Dorw |
Dory |
Dorz
Die Liste der Biografien führt alle Personen auf, die in der deutschsprachigen Wikipedia einen Artikel haben. Dieses ist eine Teilliste mit 26 Einträgen von Personen, deren Namen mit den Buchstaben „Dorp“ beginnt.

## Dorp
- Dorp, Ernst van (1920–2003), deutscher Architekt
- Dorp, Fred van (1938–2023), niederländischer Wasserballspieler
- Dorp, Günter vom (* 1950), deutscher Hörfunkmoderator
- Dorp, Lizzy van (1872–1945), niederländische Juristin, Frauenrechtlerin und Politikerin
- Dorp, Martin († 1525), niederländischer Humanist; Theologe und Hochschullehrer an der Universität von Leuven
- Dorp, Philips van (1587–1652), niederländischer Admiral
- Dorp, Simon van (* 1997), niederländischer Ruderer
- Dörp, Thorsten (* 1975), deutscher Autor
- Dorp, Wianka van (* 1987), niederländische Ruderin

### Dorpa
- Dorpalen, Andreas (1911–1982), deutsch-amerikanischer Jurist und Historiker
- Dorpat, Draginja (* 1931), deutsche Schriftstellerin

### Dorpe
- Dorpel, Steve van (1965–1989), niederländischer Fußballspieler
- Dörper, Alex (* 1970), deutscher Radrennfahrer
- Dörper, Ralf (* 1960), deutscher Elektronik-Musiker

### Dorpf
- Dörpfeld, Friedrich Wilhelm (1824–1893), deutscher Pädagoge
- Dörpfeld, Wilhelm (1853–1940), deutscher Architekt, Bauforscher und Archäologe

### Dorph
- Dorph, Ole (* 1955), grönländischer Politiker (Siumut) und Polizist

### Dorpi
- Dörpinghaus, Andreas (* 1967), deutscher Pädagoge und Hochschullehrer
- Dörpinghaus, Bruno (1903–1995), deutscher Ingenieur und Politiker (CDU)
- Dörpinghaus, Hermann Josef (* 1937), deutscher Bibliothekar
- Dörpinghaus, Maria Geroldine (1937–2020), deutsche Ordensfrau, Kunstpädagogin und zeitgenössische Malerin der klassischen Moderne
- Dörpinghaus, Sabrina (* 1988), deutsche Fußballspielerin

### Dorpm
- Dorpmüller, Julius (1869–1945), deutscher Generaldirektor der Deutschen Reichsbahn und ReichsverkehrsministerJulius Dorpmüller (1869–1945)

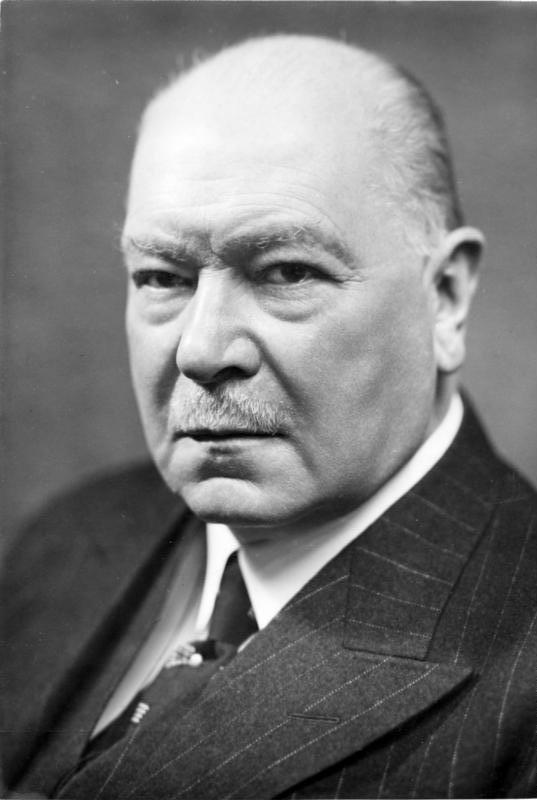
Julius Dorpmüller (1869–1945)

### Dorpo
- Dorpowski, Adolf von (1811–1895), preußischer Generalleutnant
- Dorpowski, Dionysius von, polnischer Oberst und preußischer Landrat
- Dorpowski, Karl von (1804–1885), preußischer Generalmajor